# Requin-chat arlequin
Ctenacis fehlmanni
Genre
Espèce
Répartition géographique
Statut de conservation UICN

 LC  : Préoccupation mineure
Le requin-chat arlequin (Ctenacis fehlmanni)  est une espèce de requins de la famille des requins-chats (Proscylliidae), seule espèce du genre Ctenacis (monotypique).

## Description
Les femelles mesurent jusqu'à 52 cm de long.

## Répartition et habitat
Ctenacis fehlmanni se rencontre dans la partie ouest de l'océan Indien le long des côtes d'Afrique, au large de la Somalie. Il vit sur l’extérieur du plateau continental de 70 à 170 m de fond.